# Machlolophus
Machlolophus is een geslacht van zangvogels uit de familie Paridae (mezen). De wetenschappelijke naam van het geslacht is voor het eerst geldig gepubliceerd in 1850 door Cabanis.

## Soorten
De volgende soorten zijn bij het geslacht ingedeeld:
- Machlolophus aplonotus – Indiase kroonmees
- Machlolophus holsti – Taiwanmees
- Machlolophus nuchalis – Witvleugelmees
- Machlolophus spilonotus – Geelwangmees
- Machlolophus xanthogenys – Himalayakroonmees